# Монолог
Моноло́г (от др.-греч. μόνος — один и λόγος — речь) — речь действующего лица, главным образом в драматическом произведении, выключенная из разговорного общения персонажей и не предполагающая непосредственного отклика, в отличие от диалога; речь, обращённая к слушателям или к самому себе.

## Основные сведения
Монолог как отрывок эпического или лирического характера, прерывающий на некоторое время действие и переключающий зрителя на размышление, появляется уже в античной драме. Иногда это было отвлечённое рассуждение на темы, не имеющие отношения к действию пьесы, с которым хор обращался к зрителю (комедии Аристофана) или в виде рассказов вестников о событиях, которые невозможно было представить на сцене. Аристотель в своей «Поэтике» называл монолог одной из важных составляющих драмы, но отводил ему последнее место среди её элементов.
Новое значение монолог получил при смене «драмы положений» на драму нового типа — «драму характеров». Его новый этап развития пришёлся на конец XVI — начало XVII вв. в елизаветинском театре и драматургии французских классицистов. В английском театре близость действующих лиц пьесы к зрителям создавала особую атмосферу действия — зритель делался непосредственным адресатом произносимой речи. Для достижения большего эмоционального воздействия монологи вводили в свои романтические трагедии Кристофер Марло, Томас Кид. Главным содержанием драмы стало душевное движение персонажей, раскрыть которое и был призван монолог. Так, сомнения главного героя, стоящего перед непростым выбором, отразил Шекспир в одном из самых знаменитых монологов мировой драматургии «Быть или не быть…»
Монолог может различаться по его драматургической функции и по литературной форме.
- по драматургической функции:
  - технический монолог — рассказ героя о событиях, уже произошедших либо происходящих в настоящее время;
  - лирический монолог — повествование героя, раскрывающее его сильные душевные переживания;
  - монолог-размышление, или монолог-принятие решения — монолог в условиях жёсткого выбора, требующий принятия какого-либо ответственного решения, при котором герой излагает самому себе аргументы «за» и «против».
- по литературной форме:
  - апарт — несколько слов в сторону, характеризующих состояние персонажа;
  - стансы — поэтические размышления героя (характерно для драматургии Классицизма);
  - диалектика рассуждения — монолог, представленный как логически выстроенная последовательность смысловых и ритмических оппозиций;
  - поток сознания (внутренний монолог, не путать с одноимённым термином Системы Станиславского) — повествование, представляющее свободное течение мысли героя, не требующее очевидной логики и не заботящееся о литературном построении речи;
  - авторское слово — непосредственное обращение автора к публике, как правило, через какого-либо персонажа;
  - диалог в одиночестве — диалог героя с божеством, либо обращение к другому персонажу пьесы, который или не слышит его, или не отвечает.